# Admete viridula
Admete viridula là một loài ốc biển, là động vật thân mềm chân bụng sống ở biển trong họ Cancellariidae.

## Miêu tả
Loài này có kích thước giữa 9 mm và 27 mm

## Phân bố
Loài này phân bố ở vùng nước quanh Bắc cực (Na Uy, Novaya Zemlya, Nga; eo biển Bering, Alaska), tây bắc Đại Tây Dương và ở Vịnh Maine.